# Período contable
Un período contable, en contabilidad, es el período en el que se hace referencia a los libros contables de cualquier entidad. 
Es el período durante el cual los libros están equilibrados y los estados financieros están preparados. En general, el período contable consta de 12 meses. Sin embargo, el comienzo del período contable difiere según la jurisdicción.  Por ejemplo, una entidad puede seguir el año calendario regular, es decir, enero a diciembre como el año contable, mientras que otra entidad puede seguir de abril a marzo como el período contable. 
Las Normas Internacionales de Información Financiera permiten un período de 52 semanas como un período contable en lugar de un año adecuado. Este método se conoce como el calendario 4-4-5 en el uso británico y de la Commonwealth y el año fiscal de 52 a 53 semanas en los Estados Unidos. En los Estados Unidos, el método está permitido por los principios de contabilidad generalmente aceptados, así como por el Reglamento de Código de Ingresos Internos de los Estados Unidos 1.441-2 (Publicación 538 del IRS).
En algunas de las herramientas de ERP hay más de 12 períodos contables en un año financiero.  Pusieron un período contable como período "Abierto del año" en el que se compensan todos los saldos prorrogados del último año financiero y un período como "Cierre del año" en el que todas las transacciones se cerraron para el mismo año fiscal. La contabilidad es un arte de registrar, clasificar y resumir las posiciones financieras de la empresa. Es hecho por el contador. 

## Año fiscal 52–53 semanas
El año fiscal de 52–53 semanas (o 4–4–5 calendario) es usado por compañías que desean que su año fiscal siempre termine el mismo día de la semana. Se puede usar cualquier día de la semana, y los sábados y domingos son comunes porque el negocio puede cerrarse más fácilmente para contar el inventario y otras actividades contables de fin de año. Hay dos métodos en uso: 

### Último sábado del mes al cierre del ejercicio
Bajo este método, el año fiscal de la compañía se define como el sábado final (u otro día seleccionado) en el mes final del año fiscal. Por ejemplo, si el mes del final del año fiscal es agosto, el final del año de la compañía podría caer en cualquier fecha del 25 de agosto al 31 de agosto. Actualmente terminaría en los siguientes días: 
```
 2006-08-26 2006 26 de agosto de 2007-08-25 2007 25 de agosto de 2008-08-30 2008 30 de agosto (año bisiesto)
 2009-08-29 2009 29 de agosto de 2010-08-28 2010 28 de agosto de 2011-08-27 2011 27 de agosto de 2012-08-25 2012 25 de agosto (año bisiesto)
 2013-08-31 2013 31 de agosto de 2014-08-30 2014 30 de agosto de 2015-08-29 2015 29 de agosto de 2016-08-27 2016 27 de agosto (año bisiesto)
 2017-08-26 2017 26 de agosto de 2018-08-25 2018 25 de agosto de 2019-08-31 2019 31 de agosto 
```

El final del año fiscal se movería un día antes en el calendario de cada año (dos días en años bisiestos) hasta que, de lo contrario, llegaría a la fecha siete días antes del final del mes (24 de agosto en este caso). En ese momento, se restablece a fin de mes (31 de agosto) y el año fiscal tiene 53 semanas en lugar de 52. En este ejemplo, los años fiscales que terminan en 2008, 2013 y 2019 tienen 53 semanas. 

### Sábado más cercano al final del mes
Bajo este método, el año fiscal de la compañía se define como el sábado (u otro día seleccionado) que se acerca más al último día del último mes del año fiscal. Por ejemplo, si el mes del final del año fiscal es agosto, el final del año de la compañía podría caer en cualquier fecha del 28 de agosto al 3 de septiembre. Actualmente terminaría en los siguientes días: 
```
 2006-09-02 2006 2 de septiembre de 2007-09-01 2007 1 de septiembre de 2008-08-30 2008 30 de agosto (año bisiesto)
 2009-08-29 2009 29 de agosto de 2010-08-28 2010 28 de agosto de 2011-09-03 2011 3 de septiembre de 2012-09-01 2012 1 de septiembre (año bisiesto)
 2013-08-31 2013 31 de agosto de 2014-08-30 2014 30 de agosto de 2015-08-29 2015 29 de agosto de 2016-09-03 2016 3 de septiembre (año bisiesto)
 2017-09-02 2017 2 de septiembre de 2018-09-01 2018 1 de septiembre de 2019-08-31 2019 31 de agosto 
```

El final del año fiscal se movería un día antes en el calendario cada año (dos días en años bisiestos) hasta que, de lo contrario, llegaría a la fecha cuatro días antes del final del mes (27 de agosto en este caso). En ese momento, el primer sábado del mes siguiente (el 3 de septiembre en este caso) se convierte en la fecha más cercana a finales de agosto y se restablece a esa fecha y el año fiscal tiene 53 semanas en lugar de 52. En este ejemplo, los años fiscales que terminan en 2011 y 2016 tienen 53 semanas. 
El método de 52 a 53 semanas está permitido por los principios de contabilidad generalmente aceptados en los Estados Unidos, por el Reglamento del Código de Ingresos Internos de los Estados Unidos 1.441-2 (Publicación del IRS 538), así como las Normas Internacionales de Información Financiera.